# سلطان اویس جلایر
معزالدین سلطان اویس بن حسن بن حسین بن آغبوغا بن ایلکا بن جلایر (زادهٔ ۱۳۳۸ میلادی / ۷۳۹ هجری – درگذشتهٔ ۱۳۷۴ میلادی / ۷۷۶ هجری) شاعر، موسیقی‌دان، نقاش و دومین پادشاه از دودمان جلایریان (ایلکانیان) است. او مشهورترین پادشاه جلایری و فرزند شیخ حسن بزرگ و دلشاد خاتون بود و قبرش در شادباد مشایخ در شش کیلومتری مرکز شهر تبریز قرار دارد.
سلطان اویس در آبادانی تبریز و بغداد بسیار کوشید و بازارها، مساجد و ساختمان‌های فراوانی در این شهرها بنا کرد که از جملهٔ آن‌ها می‌توان به کاخ بزرگ و شاهانهٔ دولتخانهٔ تبریز اشاره کرد که ۲۰ هزار اتاق داشته و امروزه به کلی ویران شده است. در زمان سلطنت او، قلمرو دولت ایلکانی به وسیع‌ترین حد خود رسید و در شهرهای تبریز، اردبیل، خوی، نخجوان، شروان، شیراز، کاشان، بغداد و واسط به نام او و دولتش سکه ضرب می‌شد و حتی والی مکه هم به نام او خطبه خواند.
سلطان اویس نخست در سال ۱۳۵۶ میلادی (۷۵۷ هجری) در شهر بغداد، پایتخت نخست دولت ایلکانی، به تخت پادشاهی نشست. پیش از او پدرش شیخ تاج‌الدین حسن بزرگ جلایر در سال ۱۳۴۰ میلادی (۷۴۰ هجری) در بغداد تاجگذاری کرده و دودمان آل جلایر (ایلکانی) را تأسیس نموده بود. ایلکا بن جلایر یکی از فرماندهان مغول بود که نوادگان او با تأسیس دودمان ایلکانی (جلایری) به مدت ۷۳ سال در عراق عرب، عراق عجم، آذربایجان، اران، شروان و ارمنستان حکومت کردند.

## در تبریز
سلطان اویس ۲ سال بعد از تاجگذاری در بغداد و در سال ۱۳۵۸ میلادی، شهر تبریز را فتح کرد، آن را مقر حکومت خود قرار داد، در ربع رشیدی ساکن شد و به مدت ۱۶ سال (تا سال ۱۳۷۴) در این شهر فرمانروایی نمود. البته با حساب ۲ سال پادشاهی در بغداد، مجموع دوران سلطنت او ۱۸ سال بوده است.
نادر میزرای قاجار دربارهٔ شیوع بیماری وبا در پایتخت در سال ۱۳۷۰ میلادی (۷۷۱ هجری) و در دوران حکومت سلطان اویس می‌نویسد:
با این همه کشتار مرض، در شهر تبریز پیدا نبود که کسی مرده، از بسیاری جمعیت و مردم.

## هنر
سلطان اویس که به شعر و شاعری علاقهٔ بسیار داشت، خود را شاگرد سلمان ساوجی می‌دانست و سلمان نیز اشعار بسیاری در مدح او، پدرش حسن بزرگ و همسرش دلشاد خاتون سروده است. سلطان اویس نقاشی هم می‌کرد و بهترین نقاشان آن دوره از جمله عبدالحی و شمس‌الدین (شاگرد احمد موسی) از درباریان او بودند. عبدالقادر مراغه‌ای موسیقی‌دان مشهور آن دوره که از نزدیکان سلطان اویس و فرزندانش بود، باعث بالارفتن سطح موسیقی در دورهٔ ایلکانی گشت. نامه‌های سلطان اویس به سلاطین دیگر معمولاً به نظم بوده و او خط خوبی هم داشته است. محمدعلی تربیت دربارهٔ هنرهای او می‌نویسد:
سلطان اویس از سلاطین هنرمند و لطیف طبع و سخنور و نیکومنظر بود. در فن نقاشی و موسیقی مهارت داشت. شعرشناس و شاعر بود و اکثر شعرا در محفل او حاضر می‌شدند و این بیت از اوست: دارو مده طبیب که داریم درد عشق، ما به نمی‌شویم و تو بدنام می‌شوی.

## مذهب
سلطان اویس به مکان‌های مذهبی و رونق و آبادانی آن‌ها علاقهٔ بسیار داشت؛ به طوری که دستور کتابت کتیبهٔ حرم علی بن ابی‌طالب را به یکی از مشاهیر خوشنویسی آن دوره به نام زرین‌قلم تبریزی (شاگرد یاقوت مستعصمی) داد. همچنین در سال ۱۳۶۶ میلادی (۷۶۷ هجری) شروع به مرمت حرم حسین بن علی کرد و در سال ۱۳۶۸ میلادی (۷۶۹ هجری) حرم کاظمین به دستور او مرمت شد. قندیل‌هایی از طلا نیز به کعبه اهدا گردید. اما در عین حال شرابخواری و عیاشی هم می‌کرد و به بیرام‌شاه پسر سلیمان‌شاه خازن عشق می‌ورزید.

## فرزندان
سلطان اویس جمعاً ۷ فرزند داشت که ۶ تن از آن‌ها پسر بودند به نام‌های احمد، اسماعیل، بایزید، حسن، حسین و شیخ علی و دخترش دندی خاتون نام داشت که به عقد شاه محمود مظفری درآمد. آرامگاه ۳ تن از پسران و دخترش  او که پس از پدر بر تخت پادشاهی نشستند (سلطان حسن جلایر، سلطان حسین جلایر و سلطان احمد جلایر و دندی خاتون ) در مقبرهٔ دمشقیهٔ تبریز است.

## مرگ
سلطان اویس دچار بیماری صعب‌العلاجی گشت و در شب ۹ اکتبر ۱۳۷۴ (۲ جمادی‌الاول ۷۷۶) درگذشت که حافظ ابرو در این باره می‌نویسد:
قبل از آن تاریخ به سه ماه، آن پادشاه بر زمان فوت خود آگاه شد و وسایل کفن و تابوت و سایر ضروریات سفر آخرت را ترتیب کرده بود و چون آثار نزع بر ناصیهٔ او ظهور نمود، ارکان دولت به مرافقت قاضی شیخ علی و خواجه شیخ کججانی بر سر بالین وی حاضر شده، طلب وصیت نمودند. سلطان گفت ولایت عهد تعلق به حسین دارد و ایالت بغداد به شیخ حسن.
پس از درگذشت سلطان اویس —طبق وصیتی که کرده بود— فرزند دوم‌اش سلطان حسین جلایر به سلطنت رسید. بزرگان آذربایجان از ترس هرج و مرج و آشوب، پسر بزرگ‌تر سلطان اویس —یعنی سلطان حسن جلایر— را به قتل رساندند.

## آرامگاه
مصالحی که در گذشته در اطراف مقبرهٔ سلطان اویس وجود داشته، نشانگر این است که پیش‌تر بنایی روی آرامگاه وجود داشته که بعدها تخریب شده است. عبدالعلی 

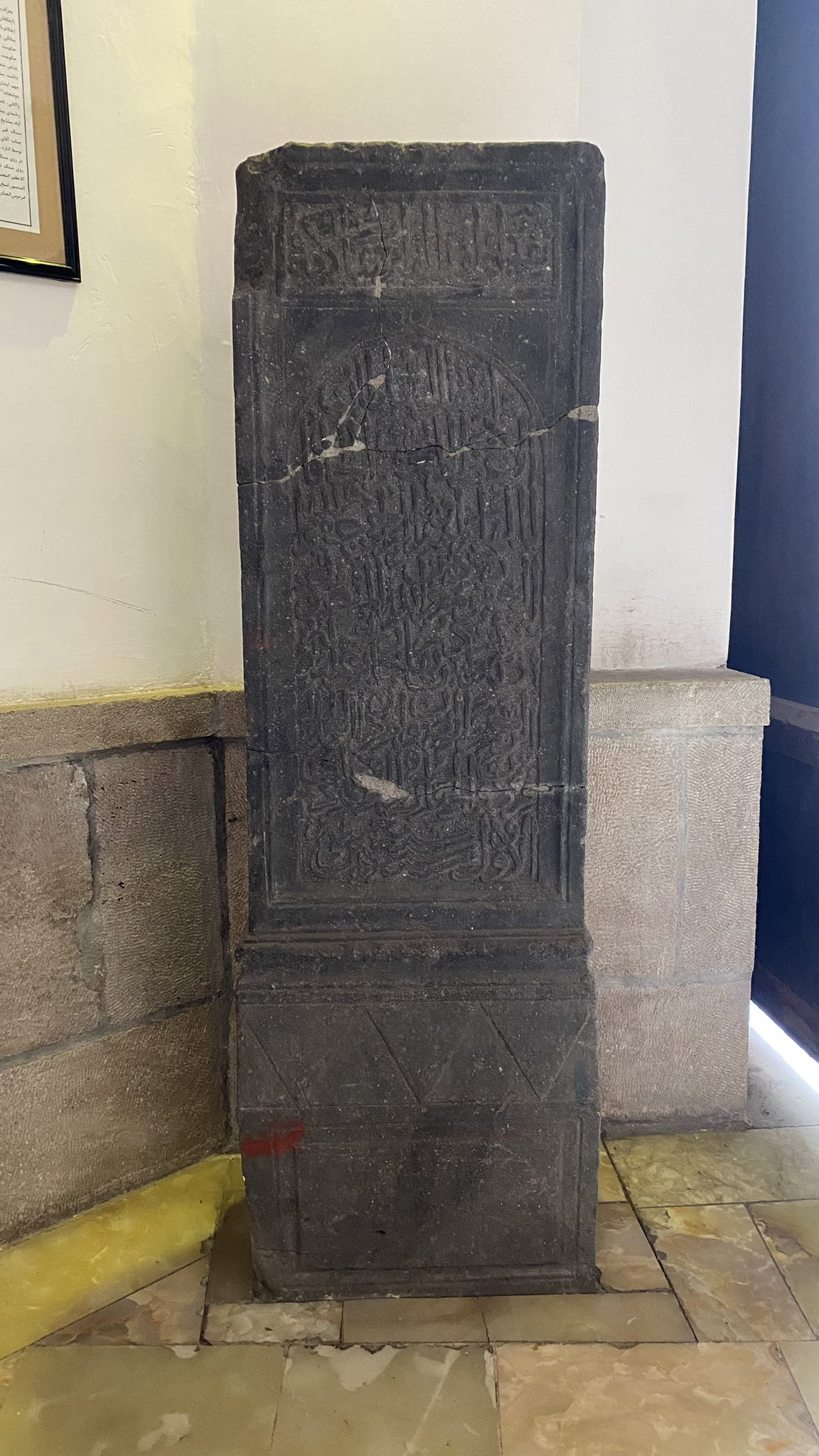
سنگ آرامگاه سلطان اویس در مسجد صاحب الامر تبریز

کارنگ دربارهٔ آرامگاه سلطان اویس می‌نویسد:
در جلو مدخل مقبرهٔ سلطان اویس، مجسمهٔ سنگی شیری نهاده شده که الحق یکی از شاهکارهای هنر مجسمه‌سازی محسوب می‌شود. گرچه مجسمه‌های سنگی بسیاری از قوچ و شیر در همین گورستان روی قبرها نهاده شده، اما هیئت و حالت این مجسمه و مهارت فوق‌العادهٔ به کار رفته در حجاری آن به نظر می‌رساند که بعید نیست این مجسمه یکی از وسایل تزئینی مقبرهٔ سلطان اویس بوده و در زاویه و خانقاه او در شادباد قرار داده شده بود.